# Lista de canções gravadas por J Balvin
J Balvin colaborou com Don Omar, Daddy Yankee, Juan Gabriel, French Montana, Arcángel, Farruko, Maroon 5, Chino & Nacho, Nicky Jam, Ariana Grande, Maikel Delacalle, Cosculluela, Becky G, Prince Royce, Justin Bieber, Sofia Carson entre outros.

## Singles
- Lambo Remix (feat. Fon R)
- Inalcanzable (Ft. Golpe a Golpe)
- Lose Control (Ft. Vein)
- 6 AM (Ft. Farruko)
- Ay Vamos (remix) (Ft. Nicky Jam y French Montana)
- Ay Vamos (remix) (Ft. Shadow blow)
- Sin Compromiso (remix) (Ft. Jowell & Randy)
- Ginza (remix) (Ft. De La Ghetto, Arcángel, Daddy Yankee, Nicky Jam, Farruko, Yandel, Zion)
- Ginza (Anitta Remix) (Ft. Anitta)
- Acercate (Ft. Yandel)
- Safari (Ft. BIA, Pharrell Williams, Sky)
- Pierde Los Modales (Ft. Daddy Yankee)
- Si Tu Novio Te Deja Sola (Ft. Bad Bunny)
- Hey ma (Com Pitbull, Camila Cabello) (The Fate of the Furious)[1]
- Bonita (Ft. Jowell & Randy )
- Mi Gente (Ft. Willy William )
- Mi Gente (Ft. Willy William, Beyoncé)
- Bonita (Remix) (Ft. Jowell & Randy, Nicky Jam, Wisin, Yandel, Ozuna)
- Machika (Ft. Anitta, Jeon)
- Positivo (Ft. Michael Brun)
- No Es Justo (Ft. Zion & Lennox)
- Peligrosa (Ft. Wisin & Yandel)
- Machika (Remix) (Ft. Anitta, G-Eazy, Sfera Ebbasta, MC Fioti, Duki, Jeon)
- Que Pretendes (Ft. Bad Bunny)
- La Canción (Ft. Bad Bunny)
- Un Peso (Ft. Bad Bunny, Marciano Cantero)
- Mojaita (Ft. Bad Bunny)
- Yo Le Llego (Ft. Bad Bunny)
- Como Un Bebe (Ft. Bad Bunny, Mr Eazi)
- Cudado por Ahí (Ft. Bad Bunny)
- Odio (Ft. Bad Bunny)

## Colaborações
- La Frontera (Ft. Juan Gabriel & Julión Álvarez)
- Dame Tu Corazón (Ft. Diamond Flow)
- Blurred Lines (Versão latino-americana) (Ft. Robin Thicke, Pharrell Williams y T.I)
- Can't Stop Dancing (Remix) (Ft. Becky G)
- Pa la Tumba (Ft. Hector El Father)
- Eso Es Amor "remix" (Ft. Alkilados)
- Se Aloca (Ft. Reykon)
- Quisiera "remix" (Ft. Pasabordo)
- Como Tu No Hay Dos (Remix) (Ft Buxxi, Jowell)
- Regalame Un Muack (Remix) (Ft. Chino & Nacho)
- Con Flow Mátalo (Ft. Reykon, Jay y El Punto, Kevin Roldan, Maluma & Dragon & Caballero)
- Donde Estés Llegaré (Remix) (Con Alexis & Fido)
- Soltera (Ft. Zion & Lennox & Alberto Style)
- Solo Tú (Remix) (Ft. Zion & Lennox & Nicky Jam)
- Si Tu No Estas "remix" (Ft. Cosculluela, Farruko, Ñejo & Dálmata)
- Mal De Amores (Remix) (Ft. Juan Magán)
- Tu Protagonista (Remix) (Ft. Messiah, Nicky Jam & Zion & Lennox)[2]
- Latin Urban (Remix) (Ft. Jay Sean)
- I Want Cha (Con Xonia)[3]
- Cola Song (Con Inna)[4]
- Maps (Spanglish Version) (Ft. Maroon 5)
- Travesuras (Remix) (Com Nicky Jam, De la Ghetto. Zion & Arcángel)
- Problem (Com Ariana Grande e Iggy Azalea)
- The Way (Versão em espanglês) (Com Ariana Grande)
- Tremenda Sata Pt. 2 "Remix" (Ft. Arcángel, Ñejo, Ñengo Flow, Luigi 21 Plus, Farruko, Zion)
- Bebe Conmigo (Com Farruko)
- Stuck On a Feeling (Ft. Prince Royce)[5]
- La Hoja Se Voltio (Ft. Don Miguelo, Arcángel)
- Lean On (Con Major Lazer, Farruko & MØ)
- Sorry (Latino Remix) (Ft. Justin Bieber)
- Imaginate (Ft. Arcángel)
- Alerta Roja (Con Daddy Yankee, Nicky Jam, Arcángel, De La Ghetto, Kafu Banton, Plan B, Farruko, Cosculluela, El Micha, Brytiago, Alexio, Mozart La Para, Secreto, Gente de Zona, Zion)
- Love Is the Name (Com Sofia Carson)
- DM (Remix) (Com Cosculluela, Arcángel, De La Ghetto
- Súperheroe (Com Nicky Jam)
- Te Llamo (Com Wale)
- Turn Out The Light (Com Cris Crab)
- Quiero Repetir (com Ozuna)
- Sensualidad (com Bad Bunny y Prince Royce)
- Downtown (com Anitta)
- Bum Bum Tam Tam (Remix) (Con Stefflon Don, Juan Magán)
- I Like It (com Cardi B, Bad Bunny)
- Familiar (com Liam Payne)
- Equis (remix) (com Nicky Jam, Ozuna y Maluma)
- Mi Cama (Remix) (Com Karol G, Nicky Jam)
- Sigueme Los Pasos (Com Ozuna, Natti Natasha)
- Ponle (com Rvssian, Farruko)
- Say My Name (com David Guetta, Bebe Rexha)
- Pinky Ring (com Miky Woodz)
- Pinky Ring (Remix) (com Miky Woodz, Myke Towers e Jhay Cortez
- Para Que Te Quedes (com David Guetta)
- Only You (com Metro Boomin, WizKid, Offset)
- Corte, Porte y Elegancia (com Arcángel)
- Contra La Pared (com Sean Paul)
- Con Altura (com Rosalía, El Guincho)
- Mañana Es Too Late (con Jesse & Joy)
- You Stay (com DJ Khaled, Meek Mill, Lil Baby y Jeremih)
- Haute (com Tyga, Chris Brown)
- Loco Contigo (com DJ Snake, Tyga)
- China (com Anuel AA, Daddy Yankee, Ozuna y Karol G)
- Indeciso (com Reik, Lalo Ebratt)
- Human Lost (com m-flo)
- Que Calor (com Major Lazer, El Alfa El Jefe & Diplo)
- Medusa (ft. Jhay Cortez & Anuel AA)
- Anaranjado (com Jowell & Randy)
- Un Día (One Day) (com Dua Lipa, Bad Bunny y Tainy)